# Girolamo Francesco Zanetti
Girolamo Francesco Zanetti (Venezia, 1713 – Padova, 1782) è stato uno storico, filologo e numismatico italiano della Repubblica di Venezia.

## Biografia
Girolamo Francesco nacque a Venezia nel 1713, figlio del nobile veneziano Alessandro Zanetti e di Antonia Limonti, fratello minore di Antonio Maria, erudito e bibliotecario della Biblioteca Marciana, e cugino dell'intagliatore Anton Maria Zanetti. Acquisì molto giovane, anche grazie al fratello, un'ottima conoscenza delle lingue antiche e si occupò anche di archeologia e numismatica. Fu amico di Gasparo Gozzi e di Angelo Calogerà, col quale pubblicò Memorie per servire all'istoria letteraria.
Fu professore di giurisprudenza, greco e latino all'Università di Padova. La sua prima opera apparve nel 1750, un trattato numismatico che lo fece immediatamente conoscere. Nel 1765 fu il primo a pubblicare una delle cronache venete più antiche, opera di Giovanni da Venezia, che chiamò Chronicon Venetum.
Fu socio pensionario dell'Accademia Galileiana dal 1779 alla morte, avvenuta nel 1782 a Padova.

## Opere
- Dell'origine e della antichità della moneta viniziana, Stamperia Albrizzi, Venezia, 1750.
- Nuova trasfigurazione delle lettere etrusche, 1751.
- Memorie per servire all'istoria letteraria, 1753–1759 (con Angelo Calogerà)
- Del novelliero italiano, 6 voll., Venezia, 1754.
- Due antichissime greche inscrizioni spiegate, Venezia, 1755.
- Dell'origine di alcune arti principali appresso i viniziani, Stefano Orlandini, Venezia, 1758.
- Osservazioni intorno ad un papiro di Ravenna, e ad alcune antichissime pergamene viniziane ora per la prima volta pubblicate, Gasparo Girardi, Venezia, 1751.
- Chronicon venetum omnium quae circumferuntur vetustissimum e Johanni Sagornino vulgo tributum e mss. Codice Apostoli Zeno. V. Cl. nunc primum cum mss. codicibus vaticanis collatum notisque illustratum in lucem profert H. P. Zanetti, Venezia, 1765.
- Dichiarazione di un antico papiro scritto nell'anno settimo dell'impero di Giustino il giovine, Venezia, 1768.
- Della berretta ducale volgarmente chiamata corno che portasi da' Serenissimi dogi di Venezia, 1779.